# Ferruccio Parri
Ferruccio Parri, pseud. „Maurizio” (ur. 19 stycznia 1890 w Pinerolo, zm. 8 grudnia 1981 w Rzymie) – włoski polityk, działacz ruchu antyfaszystowskiego, więzień polityczny, partyzant z czasów II wojny światowej. Parlamentarzysta, senator dożywotni, w 1945 premier Włoch.

## Życiorys
W 1908 podjął studia humanistyczne na Uniwersytecie Turyńskim. Przeniósł się później do Genui, gdzie ukończył pracę dyplomową z zakresu historii nowożytnej. Odbył tam również służbę wojskową, a po zdaniu egzaminu zawodowego w 1914 podjął pracę jako nauczyciel. Wziął udział w I wojnie światowej jako oficer piechoty. W trakcie działań wojennych czterokrotnie ranny, awansowany i trzykrotnie odznaczany za zasługi. Pracował później jako urzędnik komisji socjalnej w działającej przy ministerstwie skarbu organizacji kombatanckiej. Ponownie wykonywał też zawód nauczyciela i w redakcji dziennika „Corriere della Sera”.
Od lat 20. aktywny przeciwnik reżimu faszystowskiego i jego przywódcy Benita Mussoliniego. Bliski współpracownik Carla Rosselliego i działacz organizacji Sprawiedliwość i Wolność. W 1924, po zamordowaniu Giacoma Matteottiego, współtworzył opozycyjny dwutygodnik. W następnym roku odszedł z redakcji „Corriere della Sera”. Brał udział w tworzeniu niejawnej siatki kontaktów, zajmującej się ułatwianiem przeciwnikom faszyzmu wyjazdów z kraju czy zapewnianiem pomocy prawnej i finansowej dla osób prześladowanych z przyczyn politycznych. W 1926 był w grupie opozycjonistów, którzy zorganizowali wyjazd socjalistycznego działacza Filippa Turatiego na Korsykę. Został wówczas aresztowany, był czasowo więziony, następnie osadzany w ośrodkach przymusowego pobytu. W 1930 zwolniony, jednak wkrótce ponownie zatrzymany i więziony, skazany na karę pięciu lat pozbawienia wolności, ostatecznie zwolniony na mocy amnestii z 1932. Został zatrudniony w biurze badawczym przedsiębiorstwa Edison w Mediolanie, utrzymywał się również z publikowania tekstów o tematyce ekonomicznej.
Od 1942 członek opozycyjnej Partito d'Azione, stał się jednym z przywódców tego ugrupowania. Dołączył do zbrojnego ruchu oporu, posługując się najczęściej pseudonimem „Maurizio”. Objął kierownictwo w mediolańskim komitecie wyzwolenia narodowego w Mediolanie (Comitato di Liberazione Nazionale). Został też jednym z zastępców dowódcy ochotniczego korpusu Corpo volontari della libertà. W styczniu 1945 aresztowany przez Niemców, wkrótce uwolniony w ramach uzgodnionej wymiany więźniów i przewieziony do Szwajcarii.
W czerwcu 1945 stanął na czele wielopartyjnego rządu jedności narodowej. W swoim gabinecie objął też funkcje ministra spraw wewnętrznych oraz ministra do spraw terytoriów w Afryce. Zasiadł też w prowizorycznym parlamencie (Consulta Nazionale). W listopadzie 1945 doszło do kryzysu rządowego, na skutek którego w grudniu odszedł z urzędu premiera (zastąpił go wówczas chadek Alcide De Gasperi).
W 1946 doszło do kryzysu w Partito d'Azione. Ferruccio Parri współtworzył wówczas małe ugrupowanie republikańskie, z którym w tym samym roku dołączył do Włoskiej Partii Republikańskiej. Również w 1946 został wybrany do konstytuanty (Assemblea Costituente della Repubblica Italiana), która działała do 1948. Następnie do 1953 zasiadał w Senacie I kadencji. W międzyczasie w 1949 założył instytut zajmujący się historią ruchu wyzwoleńczego we Włoszech. W 1953 opuścił PRI, sprzeciwiając się reformie prawa wyborczego, działał następnie w ugrupowaniu Unità Popolare. W 1963 powrócił do Senatu, mandat członka izby wyższej III kadencji uzyskał z ramienia Włoskiej Partii Socjalistycznej. W jej trakcie prezydent Giuseppe Saragat mianował go senatorem dożywotnim. Ferruccio Parri dołączył do skupiającej niezależnych działaczy lewicowych frakcji Sinistra Indipendente, pełnił przez pewien czas funkcje jej przewodniczącego. W Senacie zasiadał następnie w trakcie kolejnych kadencji (IV, V, VI, VII i VIII) do czasu swojej śmierci. Był również redaktorem czasopisma „Astrolabio” i prezesem Federazione italiana delle associazioni partigiane, włoskiej federacji stowarzyszeń partyzantów.